# Eleitor de Brandemburgo

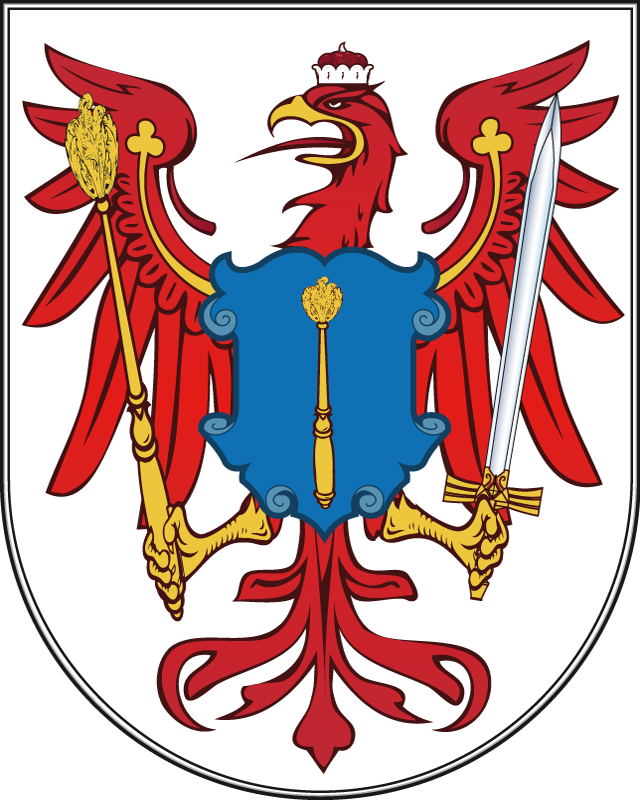
Brasão de armas dos eleitores de Brandemburgo

Eleitor de Brandemburgo ou de Brandeburgo (em alemão: Markgrafschaft Brandenburg) foi o título de um dos sete eleitores do Sacro Império Romano-Germânico criado pela Bula Dourada de 1356. A partir de 1417, o título pertenceu à Casa de Hohenzollern. Desde 1618, os eleitores adquiriram também o título de Duque da Prússia e em 1701, se tornaram Reis da Prússia. O título de Eleitor de Brandemburgo parou de ser usado depois da dissolução do Império em 1806.
A Marca de Brandemburgo originou-se em 1136, sendo anteriormente conhecida como o Marca Norte (Nordmark).
Uma lista dos eleitores de Brandemburgo pode ser encontrada na Lista de governantes de Brandemburgo e Prú

ssia.